# Alundis Brice
Alundis Marcell Brice (Brookhaven, Mississippi, 1971. május 1. –) amerikai amerikaifutball-játékos és -edző, több NFL-, AFL- és CFL-beli csapat játékosa. 2004 és 2006 között az Idaho Vandals cornerbackjeinek edzője, 2007–2008-ban pedig a Portland State Vikings másodedzője volt.

## Fiatalkora
A brookhaveni középiskolában utolsó évesként elnyerte az All-State elismerést. Ösztöndíjjal a Mississippi Egyetemre iratkozott be, ahol először wide receiverként, majd sikertelensége miatt cornerbackként játszott. Harmadik évében a divízióban a csapat vezette a leghamarabb elvett labdák ranglistáját.
Utolsó évében az 1989-ben lebénult Chucky Mullins tiszteletére mezszámát 38-ra változtatta. A szezon végén egy összetűzés szétválasztása során mellkason lőtték, és a golyó majdnem eltalálta a szívét. 11 napot töltött kórházban, majd folytatta az 1995-ös NFL-draftra való felkészülést.
Másodévesen az atlétikacsapat tagja volt; száz métert 10,75 másodperc alatt futott le.

## Pályafutása

### Dallas Cowboys
Az 1995-ös NFL draft negyedik fordulójában a Dallas Cowboys kiválasztotta. Deion Sanders leigazolásakor Brice a mezszámcseréért egy új BMW-t kapott, habár kijelentette, hogy nem kötődik a 21-es számhoz. Először az Oakland Raiders ellen lépett pályára Larry Brown helyett. 1996-ban az Arizona Cardinals ellen Sanders helyett játszott, azonban ő is lesérült.
1997-ben térdkalács-helyreállító műtétje volt; ugyan felépült, de a csapat kirúgta, és helyét Sanders vette át.

### Philadelphia Eagles
1998. április 24-én szabadúszóként egy évre a Philadelphia Eagleshöz szerződött, de augusztus 25-én, a szezon kezdete előtt kirúgták.

### AFL
1998. március 20-án a Milwaukee Mustangshoz szerződött; először október 15-én lépett pályára. November 10-én a Tampa Bay Storm draftkeretét elcserélve leigazolta; 1999. április 18-án távozott.

### CFL
1999. június 11-én szabadúszóként a Toronto Argonautshoz szerződött; 18 mérkőzésen játszott. 2000. április 20-án egy szezonra a Saskatchewan Roughriders játékosa lett.

## Magánélete
2002-ben a UAB Blazers segédedzője, 2003-ban pedig az Ole Miss Rebels védőedzője volt. 2004 és 2007 között az Idaho Vandals, 2007–2008-ban pedig a Portland State Vikings munkatársa volt.
2017 és 2019 között az SL Start foglalkoztatási igazgatója volt.

## Fordítás
- Ez a szócikk részben vagy egészben  az   Alundis Brice című angol Wikipédia-szócikk ezen változatának fordításán alapul.  Az eredeti cikk szerkesztőit annak laptörténete sorolja fel. Ez a jelzés csupán a megfogalmazás eredetét és a szerzői jogokat jelzi, nem szolgál a cikkben szereplő információk forrásmegjelöléseként.